# Limifossor talpoideus
Limifossor talpoideus är en blötdjursart som beskrevs av Heath 1911. Limifossor talpoideus ingår i släktet Limifossor och familjen Limifossoridae. Inga underarter finns listade i Catalogue of Life.